# Бейсбол на Тихоокеанских играх
Соревнования по бейсболу среди мужских национальных сборных команд в рамках Тихоокеанских игр проводились под эгидой Конфедерации бейсбола Океании и Совета Тихоокеанских игр.
Тихоокеанские (до 2007 — Южнотихоокеанские) игры проводятся с 1963 раз в четыре года. Бейсбол входил в программу четырёх Игр — в 1999, 2003, 2007 и 2011 годах.  

## Призёры
| Год  | Место проведения | Золото                      | Серебро            | Бронза             |
| ---- | ---------------- | --------------------------- | ------------------ | ------------------ |
| 1999 | Гуам             | Гуам                        | Американское Самоа | ФШМ                |
| 2003 | Фиджи            | Гуам                        | Американское Самоа | ФШМ                |
| 2007 | Самоа            | Палау                       | Новая Каледония    | Американское Самоа |
| 2011 | Новая Каледония  | Северные Марианские острова | Гуам               | Палау              |